# Марч (Кеймбриджшър)
Марч (на английски: March) е град в североизточната част на област Кеймбриджшър - Източна Англия. Той е административен и стопански център на община Фенланд. Населението на града към 2001 година е 18 040 жители.

## География
Марч е разположен по поречието на река Нене, централно по отношение на територията на община Фенланд. Главният град на графството - Кеймбридж, отстои на около 35 километра в южна посока. Другият голям обществен център в областта - Питърбъро, е разположен на около 18 километра западно от Марч.